# Beekhuizen
Beekhuizen – miasto w dystrykcie w dystrykcie Paramaribo, w Surinamie. Według danych na rok 2012 miasto zamieszkiwało 17185 osób, a gęstość zaludnienia wyniosła 1909 os./km².

## Demografia
Ludność historyczna:
| Rok                           | 2004  | 2012  |
| ----------------------------- | ----- | ----- |
| Ludność                       | 19783 | 17185 |
| Gęstość zaludnienia os./km²   | 2198  | 1909  |
| Roczna zmiana liczby ludności | -1,7% | -1,7% |

## Klimat
Klimat jest tropikalny. Średnia temperatura wynosi 24°C. Najcieplejszym miesiącem jest wrzesień (26°C), a najzimniejszym miesiącem jest styczeń (22°C).  Średnie opady wynoszą 2492 milimetrów rocznie. Najbardziej wilgotnym miesiącem jest maj (404 milimetrów), a najbardziej suchym miesiącem jest wrzesień (86 milimetrów).